# 애리조나회색청서
애리조나회색청서(Sciurus arizonensis)는 다람쥐과 청서속에 속하는 설치류의 일종이다. 미국 애리조나주 동부 지역과 멕시코 북부 지역의 낙엽수림과 혼합림으로 둘러싸인 협곡과 계곡의 토착종이다. 서식지 감소로 위협을 받고 있다. 같은 분포 지역 안에 있는 유일한 다른 다람쥐는 장식술이 덮힌 귀를 갖고 있으며 소나무 숲에서 서식하는 애버트청서이다. 겉모습과 행동은 회색청서처럼 보이지만, 실제 근연종은 여우다람쥐다.

## 아종
- S. a. arizonensis
- S. a. catalinae
- S. a. huachuca